# Klaus Kieckbusch
Klaus Kieckbusch (* 18. Dezember 1931 in Finsterwalde) ist ein deutscher Pädagoge und Autor. Seine Veröffentlichungen befassen sich mit der Regionalgeschichte der niedersächsischen Stadt Holzminden.

## Veröffentlichungen
- Hundert Jahre Gymnasium an der Wilhelmstraße 1894–1994. Ein Haus feiert Geburtstag. Campe-Gymnasium, Holzminden 1994
- Von Juden und Christen in Holzminden 1557 – 1945. Ein Geschichts- und Gedenkbuch. Mitzkat, Holzminden 1998; ISBN 3-931656-14-4
- Der Schriftsteller Gerson Stern. In: Jahrbuch für den Landkreis Holzminden. Bd. 18 (2000), S. 131–152
- Von Ackerleuten, Hexen und Söldnern. Bürgerleben in Holzminden vor und nach Beginn des Dreißigjährigen Krieges. Heimat- und Geschichtsverein für Landkreis und Stadt Holzminden, Holzminden 2004
- Holzminden. In: Herbert Obenaus (Hrsg. in Zusammenarbeit mit David Bankier und Daniel Fraenkel): Historisches Handbuch der jüdischen Gemeinden in Niedersachsen und Bremen. Band 1 und 2 (1668 S.), Göttingen 2005, ISBN 3-89244-753-5, S. 873–883
- Von der Lateinschule im Kloster Amelungsborn seit 1569 und ihrem Weiterleben in Holzminden ab 1760. Mitzkat, Holzminden 2009; ISBN 978-3-940751-13-3
- Henker und Abdecker in Holzminden und an der oberen Weser. In: Jahrbuch 2009 für den Landkreis Holzminden. Band 27